# Levedura

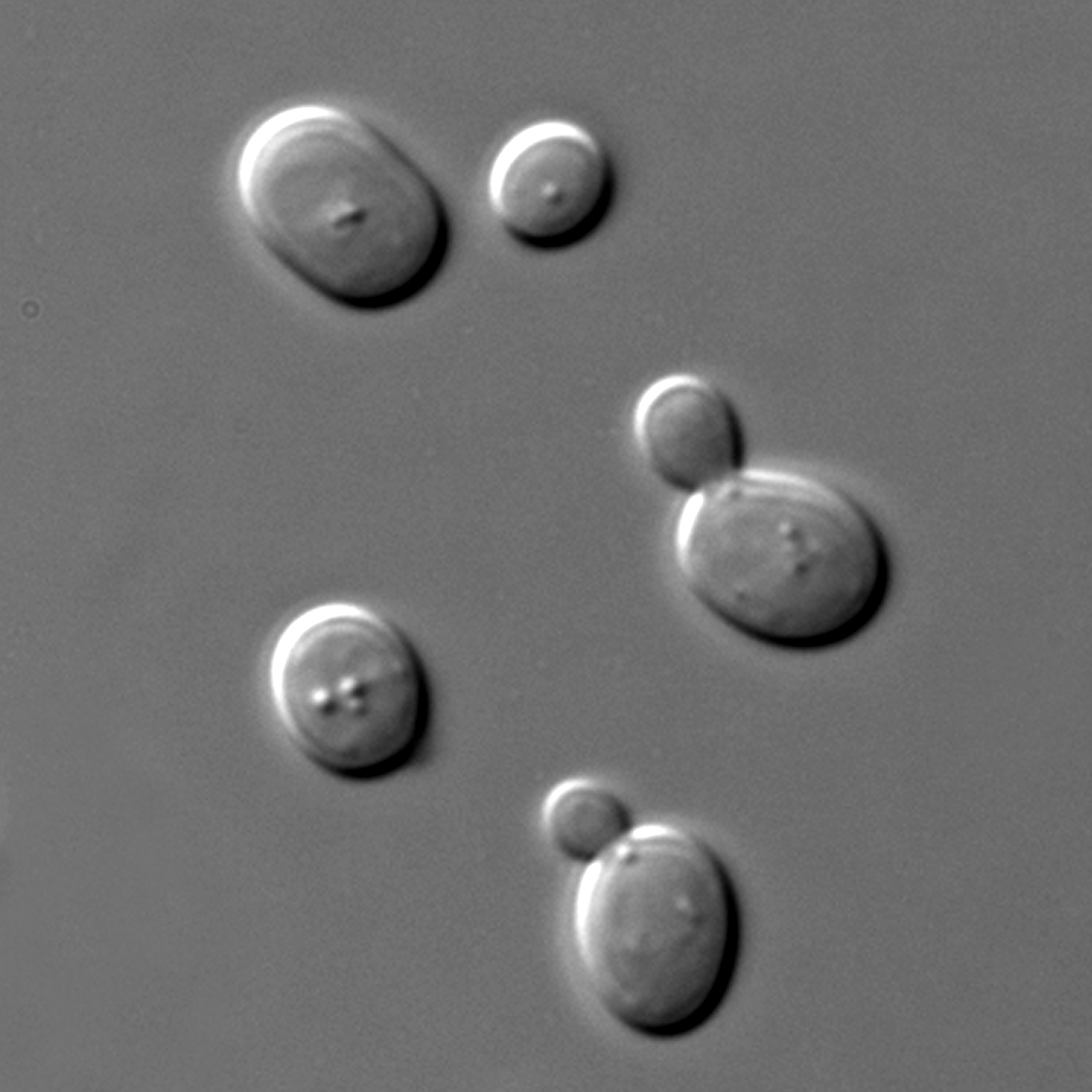
Leveduras da espécie Saccharomyces cerevisiae

As leveduras são organismos unicelulares microscópicos, classificados no reino dos fungos, tal como os bolores e os cogumelos. São muito diversas entre si, podendo ser classificadas com base em características distintivas como a morfologia das colónias e a fisiologia das células. As leveduras podem ser classificadas em dois filos - Ascomycota ou fungos sac, e Basidiomycota ou fungos superiores. As leveduras de gemulação, frequentemente usadas pelo homem na indústria alimentar, são conhecidas como "leveduras verdadeiras" e são classificadas no filo Ascomycota, na ordem Saccharomycetales.
A espécie mais comum é Saccharomyces cerevisiae, conhecida vulgarmente como levedura de padeiro ou da cerveja. Isto deve-se ao seu papel milenar na produção de pão e bebidas alcoólicas, devido à sua capacidade de realizar fermentação alcoólica, sintetizando etanol e dióxido de carbono, através do consumo de açúcares. O etanol é o álcool presente nas bebidas alcoólicas fermentadas, e o dióxido de carbono é o responsável pela gaseificação da cerveja e pela expansão da massa do pão. A produção de dióxido de carbono que faz levedar a massa do pão foi a razão do nome destes organismos, dado que a etimologia da palavra levedura tem origem no termo latino levare, que significa crescer ou fazer crescer.

## Histórico
As leveduras são dos organismos que mais cedo foram domesticados, com os primeiros vestígios de atividade de produção de pão e cerveja a surgir na civilização egípcia (ver História da Cerveja). Em 1680, o holandês Anton van Leeuwenhoek fez as primeiras observações microscópicas de leveduras, mas apenas em 1837 estas foram classificadas no reino fungi, por Theodor Schwann. Em 1857, Louis Pasteur provou que a fermentação alcoólica era realizada por leveduras, e demonstrou que o crescimento destas era promovido pela oxigenação do meio, mas que nestas condições a fermentação alcoólica era inibida - um efeito mais tarde chamado "Efeito Pasteur".
No final do século XVIII já tinham sido identificadas duas espécies de leveduras pela sua utilização na produção de cerveja: Saccharomyces cerevisiae (fermentação alta) e S. carlsbergensis (fermentação baixa). A comercialização de leveduras na Europa deu-se desde bastante cedo. Desde 1780, S. cerevisiae tem sido vendida comercialmente para fabrico do pão na Holanda e em 1800 a Alemanha começou a comercializar S. cerevisiae sob a forma de creme. Em 1825 foi desenvolvido um método para remover o líquido, de forma a que a levedura pudesse ser preparada em blocos sólidos, um processo que sofreu significativas melhorias aquando da introdução da prensa em 1867. Em 1872, Baron Max de Springer desenvolveu um processo de produção de levedura granulada. Já nos Estados Unidos, a comercialização de levedura começou apenas aquando da Exposição Universal de 1876 em Philadelphia, onde Charles L. Fleischmann exibiu o produto e explicou o seu processo.

### Importância
As leveduras apresentam grande importância, dado o seu duplo papel como organismo de importância industrial e organismo modelo. Como realizam fermentação alcoólica são importantes na indústria alimentar e na produção do álcool industrial (bioetanol), composto considerado de futuro na indústria da energia. Por outro lado, as leveduras têm uma organização celular semelhante à de organismos mais complexos, como os humanos e as plantas, fazendo com que diversos estudos se foquem na levedura, com o objetivo de extrapolar o conhecimento obtido para outros organismos eucarióticos mais complexos. A sua fácil manipulação e o facto de ser um organismo considerado GRAS (do inglês, "generally regarded as safe" ou geralmente reconhecido como seguro) faz com que as leveduras sejam um microrganismo no qual se efetuam diversos estudos de fisiologia da célula, bem como a produção de proteínas e de fatores de crescimento, passíveis de serem utilizadas na alimentação animal e humana.
Algumas leveduras são capazes de tolerar elevados níveis de álcool e ácidos orgânicos, pelo que são frequentemente a causa da contaminação de produtos alimentares, especialmente sumos e enlatados. Algumas espécies de leveduras são patogénicas a plantas, animais e ao homem.

### Classificação
Existem, aproximadamente, 350 espécies diferentes de leveduras, separadas em cerca de 39 gêneros.  As leveduras são classificadas como Ascomycotas, embora a maioria não apresente nenhum estágio sexuado conhecido. A família Sporobolomycetaceae apresenta blastósporos, considerados por algumas micologistas como sendo o basidiosporo. Pertencem a esta família os gêneros Sporobolomyces e Bullera. A família Cryptococcaceae agrupa levedura que se reproduzem unicamente por brotamento ou por cissiparidade. Os principais representantes pertencem aos gêneros Torulopsis e Rhodotorula.
Alguns gêneros e espécies de leveduras apresentam maior interesse que os demais, como Saccharomyces cerevisiae, S. ellipsoideus e S. calbergensis, agentes normais da fermentação alcoólica. Zygosaccharomyces, com capacidade de se desenvolverem em líquidos com alta concentração de açúcar. E por isso, responsáveis pela deterioração de mel, melaço e xaropes. As Schizosaccharomyces, são muito comum nas superfícies de frutos, no solo, no bagaço e em substratos. Outras como  Picchia, Hansenula e Debaryomyces responsáveis pela formação de filme na superfície de líquidos de origem vegetal, ácidos. Saccharomyces, leveduras apiculadas, indesejáveis na fermentação da uva para produção de vinho. Endomyces vernalis é utilizável na síntese de produtos graxos. Endomyces fiberliger, levedura capaz de produzir amilase.

### Estrutura e morfologia das leveduras
As leveduras também diferem das algas, pois não efetuam a fotossíntese, e igualmente não são protozoários porque possuem uma parede celular rígida, formada de quitina. São facilmente diferenciadas das bactérias em virtude das suas dimensões maiores e de suas propriedades morfológicas.
São constituídas de células eucarióticas. A maioria destas células possui diâmetro maior que 10 µm. Evidências paleontológicas sugerem que os organismos eucariontes surgiram há apenas 1 milhão de anos, e era semelhantes a uma ameba. A grande parte das leveduras possui formato oval ou cilíndrica.
Apresentam membrana celular bem definida, pouco espessa em células jovens e rígidas em células adultas, de constituição variável, com predominância de hidratos de carbono, e menor quantidade de proteínas e graxos. Delimitando o citoplasma, existe a membrana citoplasmática, mais evidente em células adultas, por plasmolise.

Célule de levedura

No geral, não apresentam cápsula, exceto algumas espécies de Torulopsis que a cápsula e constituída de hidratos de carbono. O Citoplasma nas células adultas apresentam inúmeros vacúolos e granulações variadas. Entre estas, são encontradas:
- Grânulos metacromáticos, constituídos de polimetafosfato inorgânicos, e de função em parte conhecida.
- Glicogênio, hidratos de carbono encontrado em células adultas.
- Grânulos lipóides, em quantidade variável com a espécie de levedura, a idade da célula e o substrato.
- Mitocôndrios - se apresentam com aspecto filamentoso, constituídos de lipoproteínas com pequena quantidade de ácido ribonucleico, e contendo enzimas respiratórias.

O núcleo é bem definido, pelo menos em células em vias de reprodução; pequeno, esférico ou reniforme, de localização variável, associado a vacúolo nuclear. Elas são possuidoras de plasmidios. Têm enzimas lisossômicas que digerem as células danificadas.
Além da levedura ser utilizada como fonte de nutrientes, também apresenta funções específicas no organismo. A parede celular da levedura é destacada pelo seu efeito prebiótico, pois não é digerida pelo organismo animal e é fermentada seletivamente no intestino grosso, estimulando o crescimento e/ou a atividade metabólica de bactérias que agem beneficamente no trato digestório (ZAINE, 2014).
A parede celular da levedura também apresenta ação imunológica. Cães que receberam dietas contendo o ingrediente tiveram um aumento no número de linfócitos T citotóxicos e também  uma maior resposta de hipersensibilidade tardia ( avaliação de resposta imune celular) (ZAINE, 2014).
Os beta-glucanos (BGs) são aminoácidos que estão presentes na parede da levedura e agem modulando o sistema imune, principalmente em macrófagos, exercendo efeito benéfico contra uma variedade de bactérias, vírus, fungos e parasitas. Estudos mostram um auxílio na melhora de cães com artrites, dermatite atópica e doença inflamatória intestinal. (ZAINE, 2014).

### Ciclo de vida
O ciclo de vida é predominantemente diploide e o ascósporo é a célula haploide do ciclo.[carece de fontes?] A fase vegetativa, tem maior duração, e são geralmente haplóide; a fase diplóide, compreendida entre a cariogamia e a meiose é geralmente muito curta. As leveduras, porém, apesar de pertencerem ao grupo dos fungos, comporta-se de maneira variável, a esse respeito, dependendo da espécie envolvida.

### Reprodução

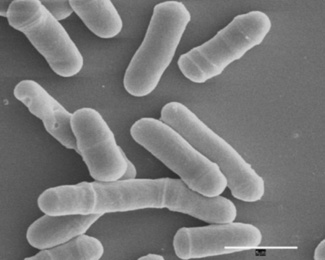
Levedura em fissão

São anaeróbias facultativas, pois dependem do ambiente em que se encontram, ou seja, se existe oxigénio suficiente ou não. Neste caso, o modo de obter energia, dependendo da quantidade de oxigénio, pode ser a fermentação ou a Respiração Aeróbia. Apresentam crescimento rápido entre 35-37 °C. Elas crescem e se reproduzem mais rapidamente do que os bolores, pois são mais eficientes na realização de alterações químicas, devido a sua maior relação de área/volume. Por apresentar células simples, se reproduzem assexuadamente por brotamento, ou seja, elas não precisam de outras para se reproduzir. Os brotos ou gêmulas normalmente se separam do genitor, mas podem permanecer grudados, formando cadeias de células. Mais raramente se reproduzem por fissão binária e sexuadamente pela produção de ascósporos e basidiósporos. Também pode se apresentar sob a forma filamentosa dependendo das condições do meio onde vive, produzindo micélio verdadeiro ou pseudomicélio.

## Tipos de Levedura
Existem, aproximadamente, 850 espécies diferentes de leveduras, separadas em cerca de 78 gêneros. Dentre estas espécies, podemos destacar as que são utilizadas na produção de alimentos.
As leveduras possuem papel positivo e negativo para o meio ambiente. Elas podem ser usadas na indústria de bebidas e alimentos. Como exemplo, podemos citar o vinho e a cerveja que usam uma determinada espécie de levedura em algumas etapas de sua produção. Além disso, algumas espécies também são utilizadas no processo de fermentação da massa de pão.

### Levedura de cerveja
A levedura utilizada para a fermentação de cerveja foi especialmente selecionada através das gerações pelas cervejarias ao longo dos tempos. Considerando as características ideais para a produção de cada estilo de cerveja. Através da seleção natural foram sendo identificadas cepas específicas para cada região produtora de cerveja e para cada estilo de cerveja. A levedura consome os carboidratos sacarídeos presentes no mosto (composto de malte de cevada, água e lúpulo e outros cereais), gerando álcool, CO2 e outros compostos fenólicos de aroma e sabor. As leveduras para a produção de cerveja são do gênero Saccharomyces, sendo uma das espécies a Saccharomyces cerevisiae que é utilizada para a família de cervejas Ale de alta fermentação e possui temperatura de fermentação mais alta entre 15 e 20 °C. Para a família das cervejas Lagers de baixa fermentação é utilizada a Saccharomyces Pastorianus que possui temperatura de fermentação mais baixa entre 10 e 12 °C.

### Levedura de padeiro
Permite, quando adicionada à massa, que esta cresça  e depois seja levada ao forno e forma o pão. O pão cresce devido a  todo um processo de transformação realizado pela levedura, que quando misturada com a massa, que contém açúcares, vai começar a se reproduzir e  realizar a glicólise. Em seguida dá-se a transformação do ácido pirúvico (produto resultante da glicólise) em etanol, tendo sido libertado, para que esta transformação ocorra, um gás (dióxido de carbono): é este gás que, ao criar bolhas na massa, vai provocar o aumento de seu volume.

## Doenças causadas por leveduras
As leveduras vivem em  locais com presença de matéria orgânica, como parasitas de outros seres vivos, principalmente os seres humanos.
Apesar de nas últimas décadas outras leveduras serem importantes, por também causarem doenças, como as do gênero Trichosporum, Geotrichum e Rhodotorula, sem dúvida  a Candida albicans e Cryptococcus neoformans são responsáveis pela maior parte das infecções que ocorrem no homem. Entre as mais conhecidas, está a Candida albicans, que provoca a doença chamada candidíase, que afeta principalmente os órgãos genitais femininos ou a boca, sendo então conhecida como sapinho.